# Kreševačka ćuprija
Kreševačka ćuprija, most Sare Kašiković je most u Stocu. Najveći je most u BiH koji je izgrađen isključivo za privatne potrebe. Sagrađen je 1896. godine. Dug je 12,5 metara, a prosječne je visine iznad vode od 3,6 metara. Raspon luka je 8,4 m.